# 예천역
예천역(Yecheon station, 醴泉驛)은 경상북도 예천군 예천읍 서본리에 위치한 경북선의 철도역이다.
도로교통의 발달로 인해 이용객의 수는 적지만, 모든 무궁화호 열차가 정차하는 역이다.

## 연혁
- 1928년 11월 1일 : 보통역으로 영업 개시[1]
- 1944년 10월 1일 : 점촌역 ~ 안동역 구간 폐선에 따라 폐역
- 1965년 12월 30일 : 현재의 역사 준공
- 1966년 1월 27일 : 점촌역 ~ 영주역 구간 개통에 따라 보통역으로 영업 개시[2]
- 1994년 1월 1일 : 소화물 취급 중지[3]
- 2009년 10월 31일 : 화물 취급 중지[4]
- 2017년 12월 18일 : 화물 취급 중지[5]

### 승강장
| ↑영주   |
| １２ \| |
| 개포↓   |

| 1 | 경북선 | 무궁화호 | 미 사용        |
| 2 | 경북선 | 무궁화호 | 김천▪영주 방면 |

## 인접한 역
| 경북선    | 경북선          | 경북선         |
| --------- | --------------- | -------------- |
| 영주 방면 | 무궁화호 경북선 | 개포 김천 방면 |